# Ultracosmos
Ultracosmos (70 minutes of non stop ultra cosmic music) is het 26e album van Michel Huygen. De omschrijving: "Digital cosmic music.....Spiritual food for your brain" geeft de muziek ook aardig weer; geen ritmes of lange melodieën, alleen zwevende muziek. Huygen verwerkte in dit lange nummer zowel oude en nieuwe muziek. Hij ontwierp ook de platenhoes.

## Musici
Michel Huygen speelt alle instrumenten.

## Tracks
| Nr. | Titel                | Duur  |
| --- | -------------------- | ----- |
| 1.  | Ultracosmos (Huygen) | 70:00 |